# Harold Lasswell
Harold Dwight Lasswell (né le 13 février 1902 et mort le 18 décembre 1978) est un chercheur américain, pionnier de l'étude de la communication de masse et de la science politique. Ses recherches appartiennent à des champs disciplinaires divers entre lesquels il ne voit pas de frontières (sociologie, psychologie, etc.). 
Après la fin de la Première Guerre mondiale, il place la théorie du béhavioralisme au centre de son ouvrage de 1927 intitulé Propaganda Technique in the World War. Il y préconise un contrôle gouvernemental des techniques de communication, du télégraphe et du téléphone au cinéma en passant par la radio.
Dans l'après-guerre, il est professeur de droit et de sciences sociales à la prestigieuse Yale Law School de l'Université Yale. Il est directeur de l'American Political Science Association et de la Word Academy of Art and Science.
Il est un précurseur, dans les années 1950, du concept de policy sciences. Travaillant avec d'autres libéraux de la même période (tels que Walter Lippmann), il défend la théorie selon laquelle les démocraties ont besoin de propagande (« gestion gouvernementale des opinions ») permettant à l'ensemble des citoyens d'approuver ce que les spécialistes ont déterminé comme étant bon pour eux.
Il est également connu pour sa définition du champ d'études de la communication selon une approche fonctionnaliste : « Who says What to Whom in Which channel with What effect » soit « Qui (dit) quoi (à) qui (par) quel moyen (avec) quel effet », ne faisant que réduire la méthode antique du QQOQCCP (aussi connue comme l'Hexamètre de Quintilien datant de l'époque de Jésus-Christ). On parle également du modèle de la « piqûre hypodermique » car il explique que les médias injectent leurs messages dans le corps social (comme le ferait une seringue dans le corps humain).

## Modèle de Lasswell
En 1948, Lasswell a une vision simple et pragmatique de la communication. C'est également une vision très technique. Il va créer un cadre conceptuel qui va fonder la sociologie fonctionnaliste des médias :
- Qui : l'analyse du contrôle. Correspond à l'émetteur, on pose la question du pouvoir. Qui veut obtenir un effet ? Qui parle ? Cela entraîne certaines analyses critiques du pouvoir dans la communication.
- Quoi : l'analyse de contenu. Correspond au message. On se base sur un corpus pour sortir des conclusions
- Quel canal : l'analyse des supports. Correspond au média. Question technique. Quel est l'impact du média en tant que tel ?
- À qui : l'analyse de l'audience. Correspond au récepteur. Approche quantitative. Le récepteur est-il actif ? Passif ? Comment reçoit-il le message ?
- Quels effets : l'analyse des effets. Ne correspond pas aux interactions, ce sont les effets qui sont multiples et différenciés.

Selon Lasswell, n'importe quel message peut atteindre son destinataire, à condition qu'il n'y ait pas d'interférence. Dans sa théorie, il y a trois niveaux de conduction dont le premier est total conductance lorsque le message passe complètement sans interruptions. Le deuxième niveau est modified conductance lorsque le message passe, mais avec moins de clarté et en troisième lieu il y a no conductance lorsque le message ne passe pas du tout.
Pour enfin prouver sa théorie, il utilise la propagande comme support. Selon le Multi Dictionnaire, la propagande est « une action exercée sur l'opinion en vue de propager une idée, une doctrine ». Dans Propaganda Technique in World War, ouvrage publié en 1927, Lasswell se donne pour objectif de « comprendre l'impact et la meilleure utilisation possible des techniques gouvernementales ». Il dénonce le fait que la propagande est difficile à accomplir et à maintenir. Par contre, une bonne propagande peut être très efficace. L'idée d'utiliser la propagande comme exemple démontre l'influence que celle-ci peut avoir sur une société et même sur le comportement des citoyens. Par exemple, une propagande qui montre un beau garçon musclé en train de défendre son pays pourrait inciter tous les autres garçons de son groupe d'âge à se joindre à l'armée. Si cette propagande réussit à susciter l'intérêt des jeunes garçons, c'est donc considéré comme un total conductance' car le message semble être passé clairement, le comportement des garçons en ayant été affecté. Néanmoins, pour qu'une propagande soit efficace, elle doit recevoir une réponse du récepteur.

## Principaux ouvrages
Articles
- (en) The Garrison State, 1941

livres
- Propaganda and Promotional Activities: An Annotated Bibliography (1935)
- World Revolutionary Propaganda: A Chicago Study (1939)
- World Politics Faces Economics (1945)
- Propaganda, Communication, and Public Opinion: A Comprehensive Reference Guide (1946)
- The Analysis of Political Behaviour: An Empirical Approach (1948)
- The Structure and Function of Communication in Society (1948)
- National Security and Individual Freedom (1950)
- Power and Society: A Framework for Political Inquiry (1950)
- Language of Politics (1949)
- Propaganda Technique in the World War https://archive.org/details/powersocietyfram00lass(1927; Reprinted with a new introduction, 1971)
- Psychopathology and Politics (1930; Reprinted, 1986)
- World Politics and Personal Insecurity (1935; Reprinted with a new introduction, 1965)
- Politics: Who Gets What, When, How (1936)
- Power and Personality (1948)
- Political Writings: Representative Selections (1951)
- The Future of Political Science (1963)
- World Revolutionary Elites: Studies in Coercive Ideological Movements (1965)
- Political Communication: Public Language of Political Elites in India and the US (1969)
- A Pre-view of Policy Sciences (1971)
- Peasants, Power, and Applied Social Change: Vicos as a Model (1971)
- The Search for World Order: Studies by Students and Colleagues of Quincy Wright (1971)
- Values and Development: Praising Asian Experience (1976)